# Croacia en los Juegos Olímpicos de la Juventud 2018
Croacia compitió en los Juegos Olímpicos de la Juventud 2018 en Buenos Aires, Argentina, celebrados entre el 6 y el 18 de octubre de 2018. Su delegación estuvo conformada por 36 atletas y obtuvo una medalla de plata y dos de bronce en las justas deportivas.

## Medallero
| Medalla       | Oro | Plata | Bronce | Total |
| ------------- | --- | ----- | ------ | ----- |
| Total oficial | 0   | 1     | 2      | 3     |

## Disciplinas

### Remo
Croacia clasificó dos botes en esta disciplina.
- Masculino – Anton Loncaric, Patrik Loncaric
- Femenino – Izabela Krakic, Aria Cvitanovic

### Vela
Croacia clasificó dos botes en esta disciplina.
- Masculino - 1 bote
- Femenino - 1 bote

### Tenis de mesa
Croacia clasificó a una jugadora en esta disciplina.
- Individual femenino - Andrea Pavlovic